# Championnats du monde féminins de boxe amateur 2010
Navigation
Édition précédente Édition suivante
Les 6e championnats du monde de boxe amateur  féminins se sont déroulés du 9 au 18 septembre 2010 à Bridgetown, Barbade. 
Organisées par l'AIBA (Association Internationale de Boxe Amateur), les compétitions ont opposé dans 10 catégories différentes (contre 13 lors de l'édition précédente) 306 boxeuses représentant 75 fédérations nationales.

## Résultats

### Podiums
| Catégories                  | Or                | Argent            | Bronze                                  |
| Poids mi-mouches (-48 kg)   | Mary Kom          | Steluta Duta      | Nazgul Boranbayeva Alice Aparri         |
| Poids mouches (-51 kg)      | Ren Cancan        | Nicola Adams      | Hanne Makinen Tetyana Kob               |
| Poids coqs (-54 kg)         | Elena Savelyeva   | Kim Hye Song      | Csilla Nemedi-Varga Karolina Michalczuk |
| Poids plumes (-57 kg)       | Yun Kum Ju        | Yang Yanzi        | Rim Jouini Tassamalee Thongjan          |
| Poids légers (-60 kg)       | Katie Taylor      | Dong Cheng        | Karolina Graczyk Quanitta Underwood     |
| Poids super-légers (-64 kg) | Gulsum Tatar      | Gulsumera Slugina | Klara Svensson Cashmere Jackson         |
| Poids welters (-69 kg)      | Andrecia Wasson   | Savannah Marshall | Marichelle Jong Yang Tingting           |
| Poids moyens (-75 kg)       | Mary Spencer      | Li Jinzi          | Liliya Durnyeva Maria Kovacs            |
| Poids mi-lourds (-81 kg)    | Roseli Feitosa    | Marina Volnova    | Wang Yanrui Timea Nagy                  |
| Poids lourds (+81 kg)       | Nadezda Torlopova | Kateryna Kuzhel   | Kavita Chahal Li Yunfei                 |

### Tableau des médailles
| Place | Pays              | Médaille d'or, monde | Médaille d'argent, monde | Médaille de bronze, monde | Total |
| ----- | ----------------- | -------------------- | ------------------------ | ------------------------- | ----- |
| 1     | Russie            | 2                    | 1                        | 0                         | 3     |
| 2     | Chine             | 1                    | 3                        | 3                         | 7     |
| 3     | Corée du Nord     | 1                    | 1                        | 0                         | 2     |
| 4     | États-Unis        | 1                    | 0                        | 2                         | 3     |
| 5     | Inde              | 1                    | 0                        | 1                         | 2     |
| 6     | Brésil            | 1                    | 0                        | 0                         | 1     |
| 6     | Canada            | 1                    | 0                        | 0                         | 1     |
| 6     | Irlande           | 1                    | 0                        | 0                         | 1     |
| 6     | Turquie           | 1                    | 0                        | 0                         | 1     |
| 10    | Angleterre        | 0                    | 2                        | 0                         | 2     |
| 11    | Ukraine           | 0                    | 1                        | 2                         | 3     |
| 12    | Kazakhstan        | 0                    | 1                        | 1                         | 2     |
| 13    | Roumanie          | 0                    | 1                        | 0                         | 1     |
| 14    | Hongrie           | 0                    | 0                        | 3                         | 3     |
| 15    | Pologne           | 0                    | 0                        | 2                         | 2     |
| 16    | Finlande          | 0                    | 0                        | 1                         | 1     |
| 16    | Pays-Bas          | 0                    | 0                        | 1                         | 1     |
| 16    | Philippines       | 0                    | 0                        | 1                         | 1     |
| 16    | Suède             | 0                    | 0                        | 1                         | 1     |
| 16    | Thaïlande         | 0                    | 0                        | 1                         | 1     |
| 16    | Tunisie           | 0                    | 0                        | 1                         | 1     |
| Total | 21 pays médaillés | 10                   | 10                       | 20                        | 20    |